# SOYOKAZE
株式会社SOYOKAZE（そよかぜ、英: SOYOKAZE Co., Ltd.）は、デイサービス、グループホーム、ショートステイ、訪問介護、小規模多機能型居宅介護、居宅介護支援事業、有料老人ホーム、サービス付き高齢者向け住宅の運営など、高齢者複合介護施設を「そよ風」のブランドで全国展開する介護事業者および不動産賃貸業者。旧社名は株式会社ユニマット リタイアメント・コミュニティ。
富士バイオメディックスの創業者である神成裕によって、1975年、有限会社埼玉臨床検査研究所として設立された。創業当初の事業内容は臨床検査であった。その後株式会社化を経て2001年に株式会社メデカジャパンに商号変更、2008年にはユニマットグループへ参入した。

## 沿革・概要
- 1975年6月 - 有限会社埼玉臨床検査研究所を設立。
- 1976年12月 - 有限会社から株式会社に組織変更し、株式会社埼玉臨床検査研究所を設立。
- 1986年7月 - 商号を株式会社関東医学研究所に変更[1]。
- 1990年2月 - 社団法人日本証券業協会に株式の店頭登録。
- 2001年1月 - 商号を株式会社メデカジャパンに変更[1]。
- 2004年12月 - 臨床検査事業をメデカジャパン・ラボラトリー(現:保健科学 東日本)へ分割[1]。
- 2008年
  - 3月 - 株式会社ユニマットホールディング（初代）及び株式会社ユニマットライフ（4代）と資本業務提携ならびに第三者割当増資引受け[2]。
  - 4月 - 株式会社ユニマットホールディング（初代）及び株式会社ユニマットライフ（4代）に対し、第三者割当増資を実施。ユニマットグループへ参入。
- 2009年9月18日 - 創業者で元代表取締役社長の神成裕は、メデカジャパンの代表取締役であった平成19年4月11日から同年12月7日にかけて、11回にわたり、取締役会決議を経ることなく、また、回収可能性等について調査・検討等も行わないまま、株式会社ファイティング・ブル・インベストメント発行の合計76億円という多額の社債の引受けを決定・実施したが、これが詐欺によるものであったことが発覚し、社債のうち35億円について償還を受けることができなくなり、同額の損害を与えた。本行為は、取締役の善管注意・忠実義務に違反する任務懈怠であるため、上記35億円の損害につき、会社法423条1項に基づく損害賠償責任を負うことから、そのうち4億円について損害賠償請求された[3]。
- 2010年4月 - 株式会社ジャスダック証券取引所と株式会社大阪証券取引所との合併に伴い、大阪証券取引所JASDAQ（現「東京証券取引所JASDAQ」）に上場。証券コ－ドは9707。
- 2011年
  - 3月1日- 株式会社ユニマットケアサポートを吸収合併[4]。
  - 9月1日 - 商号を株式会社ユニマットそよ風に変更[5]。
  - 9月2日 - 株式会社ユニマットそよ風から、神成裕元社長へ提起されていた損害賠償請求訴訟の判決が下り、4億円の支払いが確定[6]。
- 2015年10月 - 商号を株式会社ユニマット リタイアメント・コミュニティ（英社名UNIMAT Retirement Community Co., Ltd.）に変更[5]。
- 2017年1月 - 本社所在地を東京都港区北青山2-7-13 プラセオ青山ビルに変更。
- 2021年
  - 3月 - 株式会社ユニマットライフ（6代）が株式公開買付けにより議決権所有割合ベースで49.04%の株式を取得、親会社となる[7]。
  - 6月10日 - 上場廃止[8]。
  - 6月14日 - 株式併合により株主が株式会社ユニマットライフ（6代）及び髙橋洋二のみとなる[9]。
- 2023年4月3日 - 商号を株式会社SOYOKAZEに変更[10]。